# Krzysztof Wojciechowski (filozof i socjolog)
Krzysztof Wojciechowski (ur. 18 września 1956 w Warszawie) – polski działacz społeczny, filozof i socjolog.

## Życiorys
Urodził się w Warszawie jako syn Franciszka (1902–1980) i Haliny z domu Rymszewicz (1923–2016). Po ukończeniu XLIX Liceum Ogólnokształcącego im. Zygmunta Modzelewskiego z rozszerzoną nauką języka niemieckiego studiował filozofię i socjologię na Uniwersytecie Warszawskim. W 1978 zawarł związek małżeński z pochodzącą z Berlina Evą-Marią Daber.
W 1979 r. ukończył studia z wyróżnieniem i 1 października tegoż roku rozpoczął pracę na Wydziale Nauk Społecznych Uniwersytetu Warszawskiego. W 1989 r. uzyskał doktorat i pozostał na uniwersytecie do 1991 r.
W 1991 r. przeniósł się wraz z żoną i dwojgiem dziećmi do Berlina. We Frankfurcie nad Odrą uczestniczył w zakładaniu Europejskiego Uniwersytetu Viadrina.
Od 15 października 1994 do 30 listopada 2022 r. pracował na stanowisku dyrektora administracyjnego Collegium Polonicum w Słubicach, wspólnej placówki Uniwersytetu im. Adama Mickiewicza w Poznaniu oraz Uniwersytetu Europejskiego Viadrina. 1 grudnia 2022 r. na tym stanowisku zastąpiła go Agnieszka Brończyk.
Po rozwodzie w 1999 r. zamieszkał we Frankfurcie nad Odrą. W październiku 2001 r. został naczelnym redaktorem wydawnictw Collegium Polonicum, a następnie w latach 2000–2007 koordynatorem Europejskiego Centrum Naukowego Viadriny w CP. Był założycielem i do 2013 r. wieloletnim prezesem zarządu Fundacji na rzecz Collegium Polonicum.
W 2004 r. założyciel i prezes stowarzyszenia MyLife – erzählte Zeitgeschichte e.V., prowadzącego Archiwum Ludzkich Losów w Słubicach.
Z dniem 30 listopada 2022 r. przeszedł na emeryturę, ale pozostał pracownikiem Uniwersytetu im. Adama Mickiewicza w Poznaniu.

## Odznaczenia
- 2005: Europa-Diplom od premiera Brandenburgii Matthiasa Platzcka,
- 2012: Złoty Medal Zasługi Uniwersytetu Viadrina,
- 2013: Srebrny Krzyża Zasługi od Prezydenta RP Bronisława Komorowskiego[1][2],
- 2016: Człowiek Roku w plebiscycie Gazety Lubuskiej[3],
- 2019: Medal 100-lecia Uniwersytetu Poznańskiego[4],
- 2022: Złoty Medal za Długoletnią Służbę od Prezydenta RP Andrzeja Dudy[5],
- 2022: Wpis w Złotej Księdze Frankfurtu nad Odrą,
- 2022: Krzyż Rubinowy za zasługi dla Dzieci Wojny od Zarządu Głównego Związku Dzieci Wojny w Myśliborzu[6].

## Rodzina
Trzykrotnie żonaty. W latach 1978–1999 jego pierwszą żoną była Eva-Maria z domu Daber, z którą doczekał się trojga dzieci, tj. Pia (1981), Pascal (1984–1984) i David (1985–2018). 25 czerwca 2005 r. poślubił Monikę z domu Sękiewicz, z którą ma dwójkę dzieci, tj. Julia (2007) i Melchior (2009). Trzecią żoną została Stefania.

## Publikacje
- Die wissenschaftlichen Größen der Viadrina, red., w: Wissenschaftliche Schriftenreihe der Europa-Universität Viadrina, Frankfurt nad Odrą 1991
- Die neuen Frankfurter Studenten 1992–1997, Wilhelmshorst 1998
- Moi kochani Niemcy, Gdańsk 2000
  - niem.: Meine lieben Deutschen, Berlin 2002, ISBN 3-929592-63-0.
- Słownik polsko-niemiecki Słownictwo akademickie. Wörterbuch Deutsch-Polnisch. Begriffe aus Wissenschaft und Hochschule,
z Bernd Klugert, Bonn 2001, Deutscher Akademischer Austauschdienst, ISBN 3-87192-797-X.
- Knigge für deutsche Unternehmer in Polen IHK Frankfurt (Oder), 2002
- Jak postępować z Niemcami w biznesie i nie tylko/ Knigge für deutsche Unternehmer in Polen, Wydawnictwo Naukowe UAM Poznań/Polsko-Niemiecka Izba Przemysłowo-Handlowa Warszawa, 2005
- Erinnerungen und Reflexionen eines Viadrina-Pioniers in Knefelkamp, Ulrich red., 'Blütenträume’ und ‘Wolkenkuckucksheim’ in ‘Timbuktu’ – 10 Jahre Europa-Universität Viadrina, Berlin 2001, ISBN 3-931278-03-4.
- Europäischer Anspruch und regionale Aspekte: grenzüberschreitende universitäre Zusammenarbeit in der deutsch-polnischen Grenzregion angesichts der zukünftigen Herausforderungen in Europa red. z Agnieszką Bielawską, Berlin 2007, ISBN 978-3-8325-1705-2.
- Wartość życia. Lubuscy seniorzy – historie opowiedziane (red. z Marzeną Słodownik), Słubice 2007, ISBN 978-83-923762-2-4.
- Trans-Uni. Problemy zarządzania międzynarodową współpracą szkół wyższych w regionach przygranicznych (red. z Agnieszką Bielawską), Berlin 2007, ISBN 978-3-8325-1726-7.
- Das Collegium Polonicum. Ein Abenteuerbericht aus den Gründerjahren jenseits der Oder w: Richard Pyritz/Mattias Schütt red., Die Viadrina. Eine Universität als Brücke zwischen Deutschland und Polen, Berlin-Brandenburg 2009, ISBN 978-3-937233-57-4.
- Ethical Liberalism in Contemporary Societies red. z Jan C. Joerden, Frankfurt nad Menem 2009, ISBN 978-3-631-58620-4.
- Polsko-niemieckie gry i zabawy w: Hubert Orłowski red., Moje Niemcy – moi Niemcy. Odpominania polskie, Instytut Zachodni, Poznań 2009, ISBN 978-83-61736-14-1.
- Szansa w Niemczech? Poradnik dla polskich przedsiębiorców i pracobiorców po 1 maja 2011 (z Markiem Kłodnickim), Zielona Góra 2011, ISBN 978-83-931526-1-2.
- Opposition hie und da. Einige Bemerkungen zum oppositionellen Dasein in der DDR und in der Volksrepublik Polen. w: Wojciechowski, K. red.: Andersdenkende. Oppositionelle aus dem Raum Frankfurt (Oder) – Gorzów Wielkopolski berichten Berlin 2012, Metropol Verlag, ISBN 978-3-86331-102-5.